# Eschenlohe

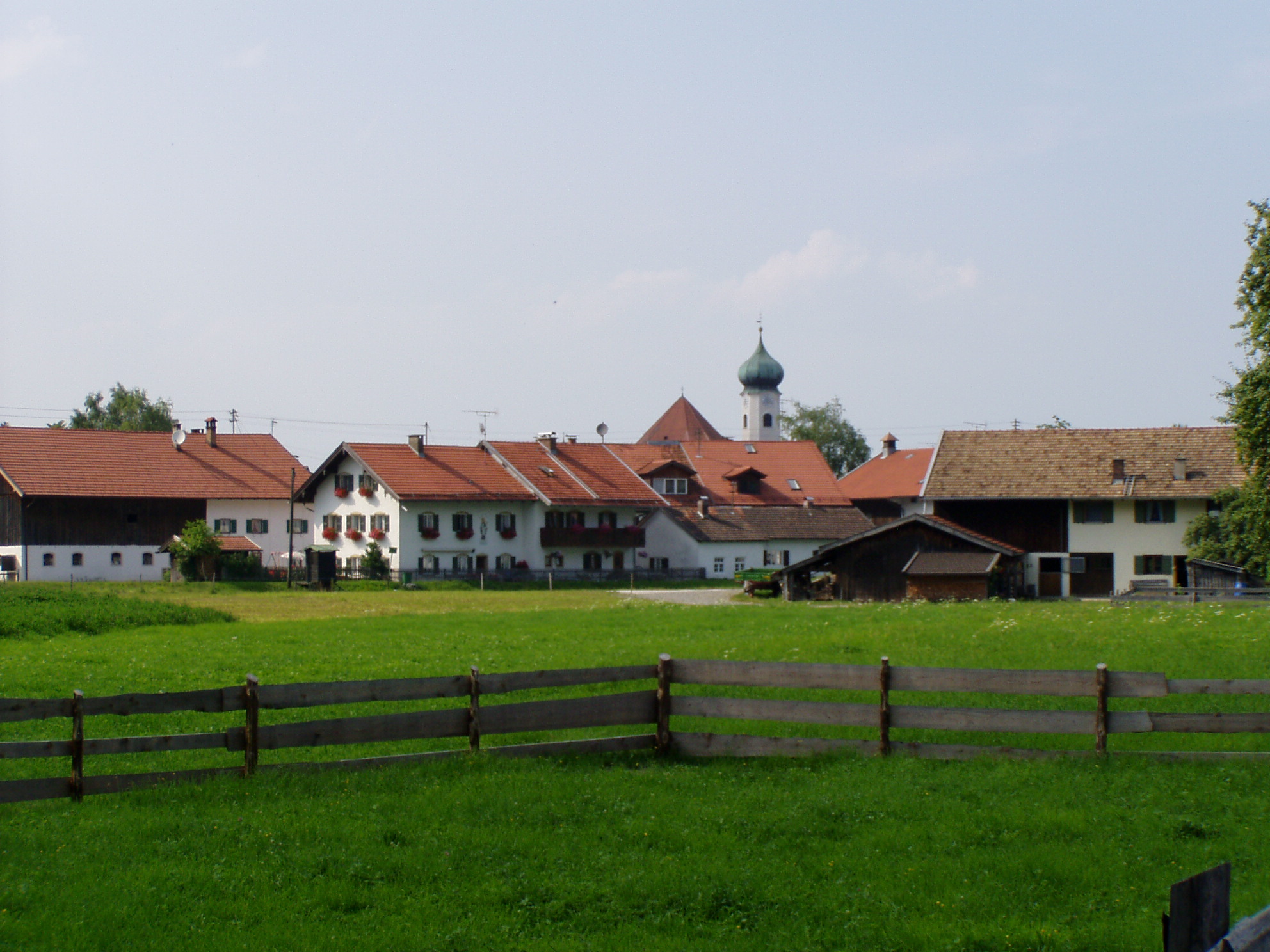
Ortsansicht von Süden

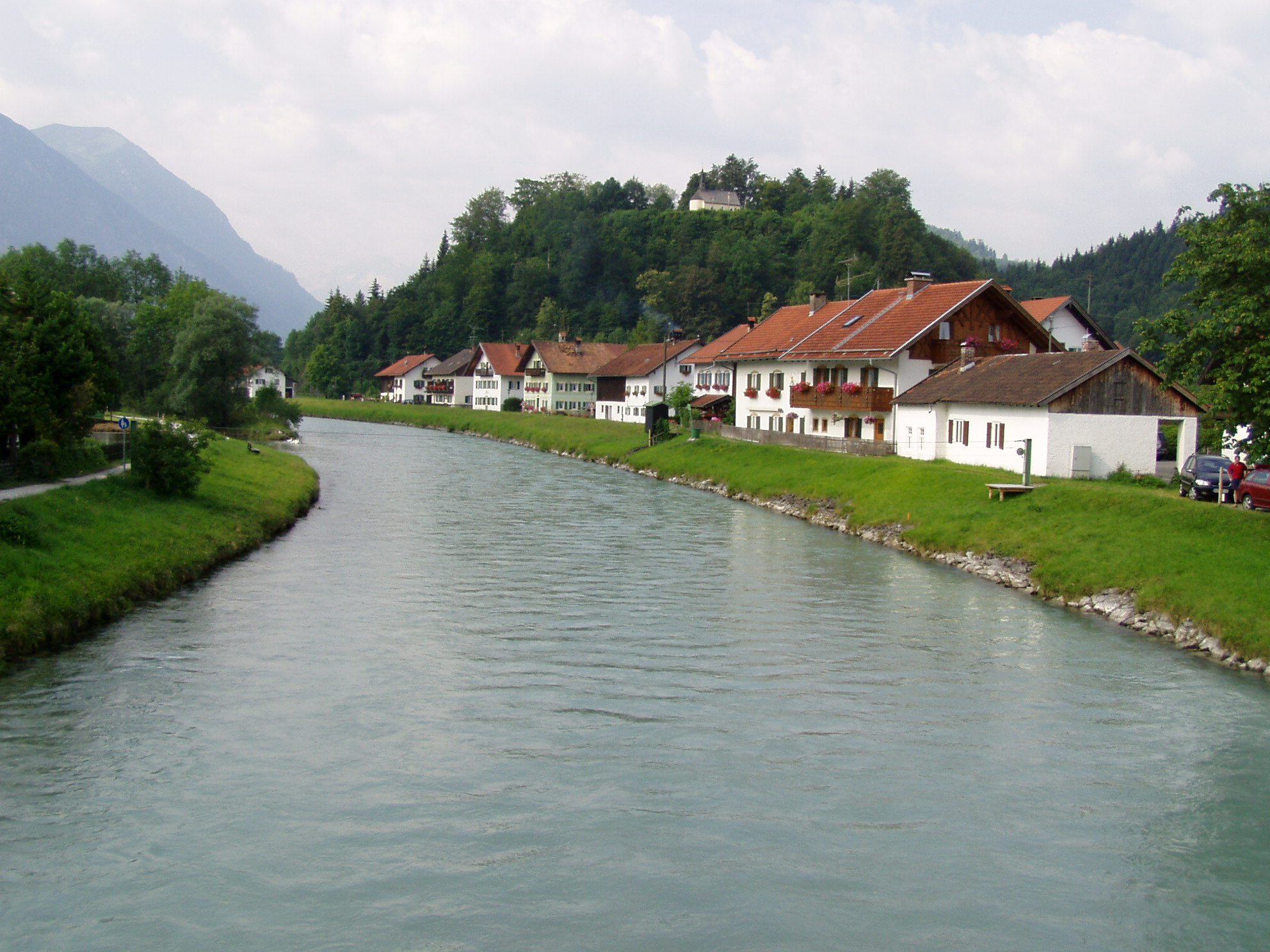
Die Loisach in Eschenlohe

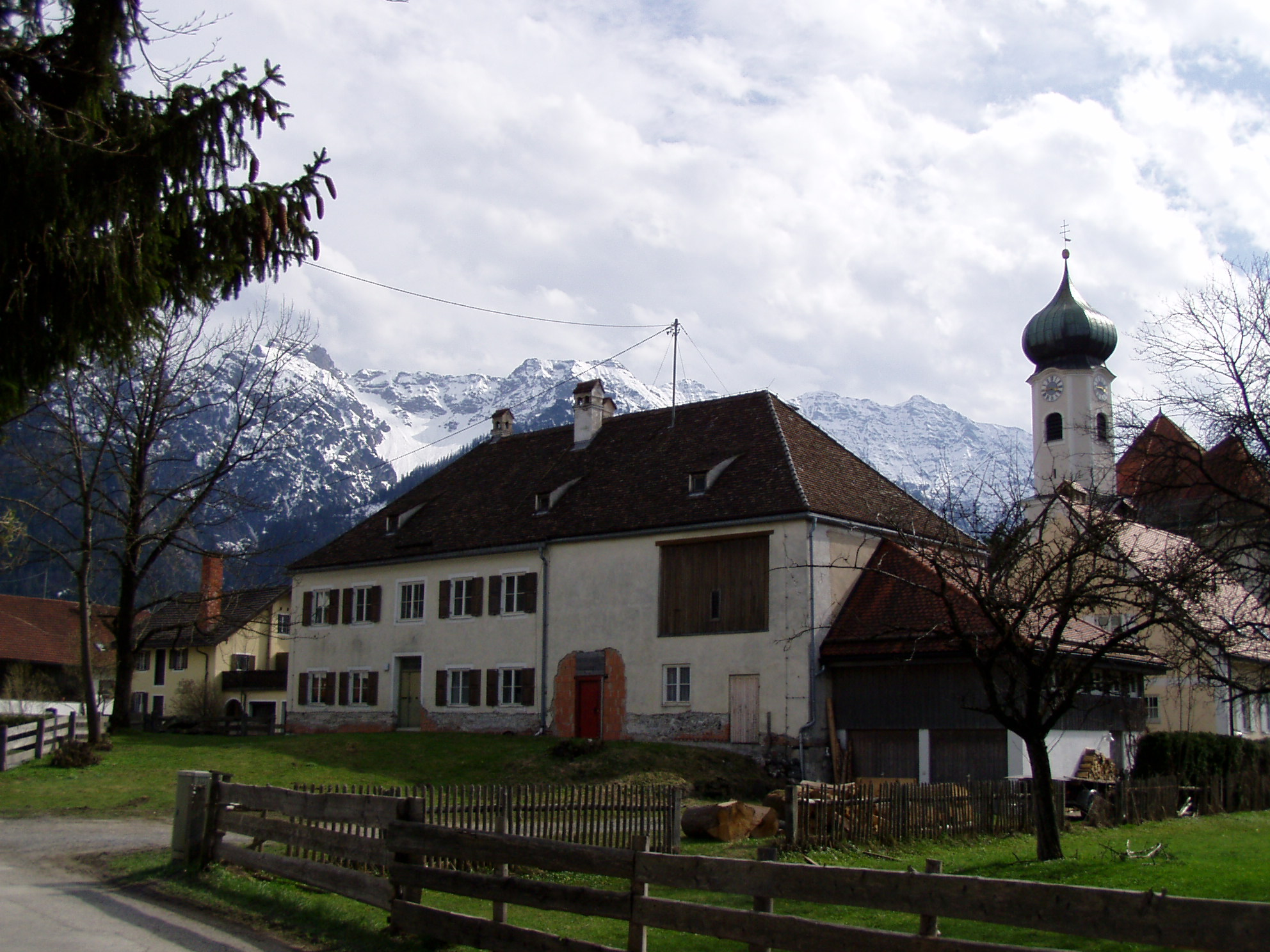
Pfarrhof in Eschenlohe von Norden, 2004

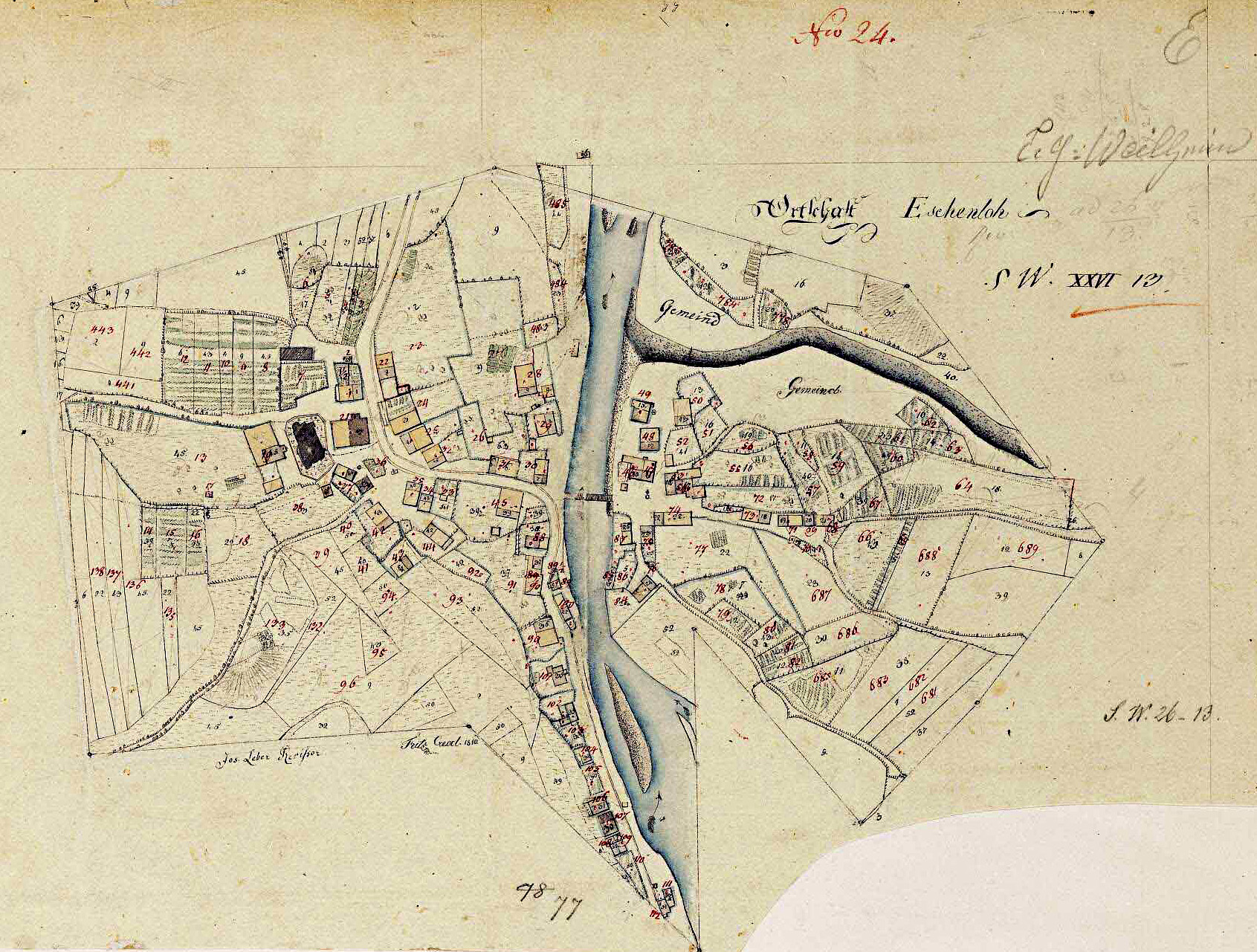
Historische Ortskarte von Eschenlohe von 1810

Eschenlohe ist eine Gemeinde im oberbayerischen Landkreis Garmisch-Partenkirchen.

## Geografie
Die Gemeinde liegt nördlich des Estergebirges am Ausgang des Loisachtals aus den Alpen. Innerhalb des Ortsbereichs von Eschenlohe münden der Mühlbach und die Eschenlaine in die Loisach. Nördlich des Ortes befindet sich das Murnauer Moos. Eschenlohe gehört dem Planungsverband Region Oberland an.
Es gibt fünf Gemeindeteile (in Klammern ist der Siedlungstyp angegeben):
- Eschenlohe (Pfarrdorf)
- Höllenstein (Einöde) ▼
- Weghaus (Einöde) ▼
- Wengen (Einöde) ▼
- Wengwies (Einöde) ▼

## Geschichte

### Allgemeines
Ursprünglich eine Burg der Grafen von Eschenlohe (siehe Burg Eschenlohe), gehörte der Ort seit 1332 bis zur Säkularisation 1803 zum Gericht Murnau des gefreiten ehemals reichsunmittelbaren Klosters Ettal, das wiederum später zum Kurfürstentum Bayern gehörte. Im Zuge der Verwaltungsreformen im Königreich Bayern entstand mit dem Gemeindeedikt von 1818 die heutige Gemeinde. Diese gehörte bis zur Gründung des Kreises Garmisch-Partenkirchen zum Bezirksamt und Finanzamt Garmisch und zum Amtsgerichtsbezirk Garmisch.
Beim Pfingsthochwasser 1999 und beim Alpenhochwasser 2005 wurde Eschenlohe jeweils stark betroffen, als schützende Dämme brachen.

### Geheime Flugzeug-Produktionsstätte während des Zweiten Weltkriegs

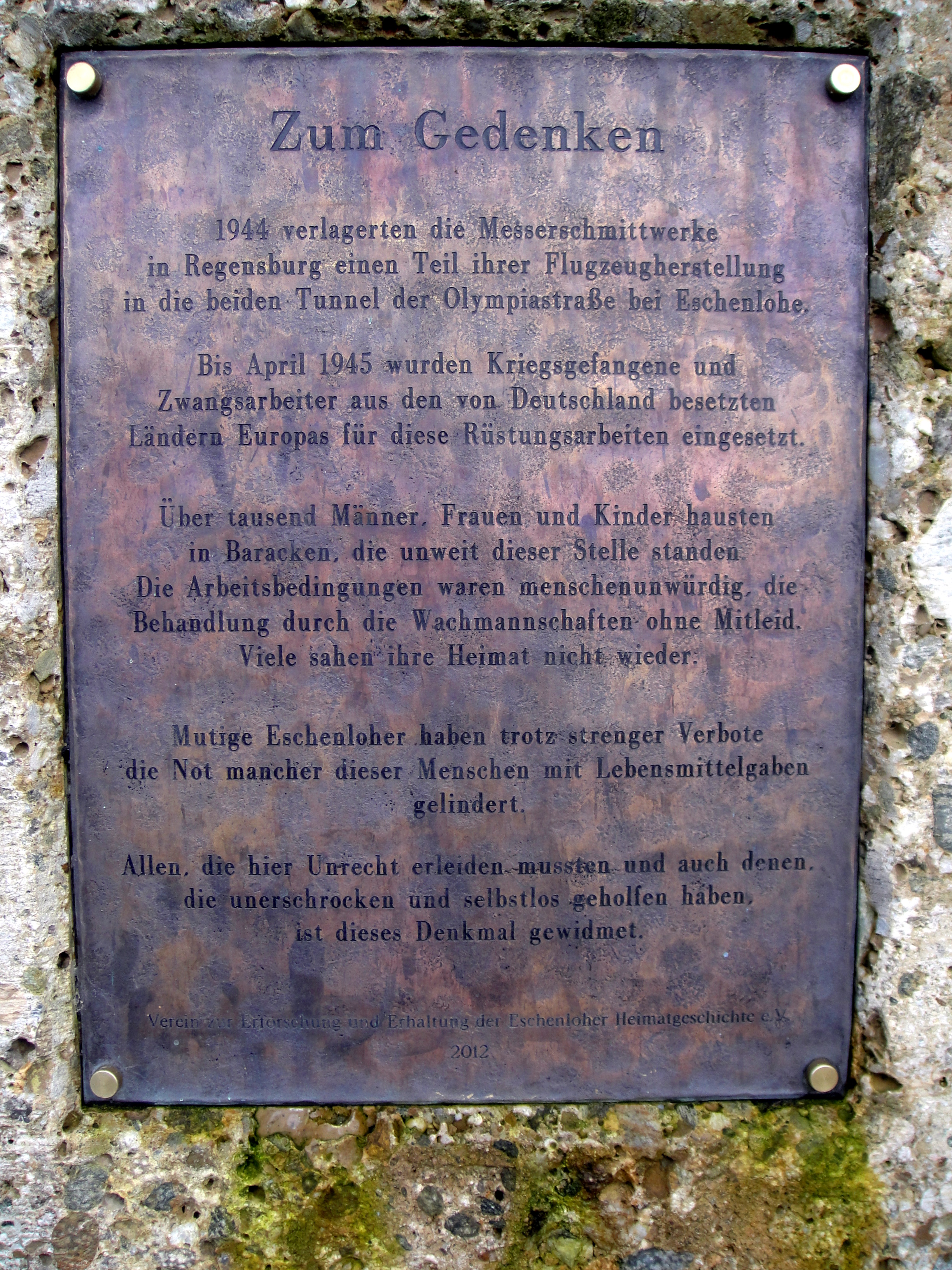
Gedenktafel von 2012 am Ort des ehemaligen Barackenlagers

Von 1944 bis April 1945 war ein Teil des Rüstungsbetriebs der Flugzeugwerke Messerschmitt AG Regensburg in die beiden Straßentunnel der „Olympiastraße“ (die heutige Bundesstraße 2) südwestlich des Dorfs im Rahmen der U-Verlagerung ausgelagert. Dazu wurden sie an den Enden bombensicher vermauert und dienten als geheime Produktionsstätte mit dem Tarnnamen „Ente“. Die Anlage wurde von der sogenannten Oberbayerischen Forschungsanstalt in Oberammergau aus geführt und war ähnlich aufgebaut wie die U-Verlagerung im Engelbergtunnel. An dem Bau waren zahlreiche KZ-Häftlinge beteiligt, die in den Außenlagern des Konzentrationslagers Dachau in Seehausen bei Murnau und bei Oberammergau untergebracht waren.
In den Eschenloher Tunnels waren während dieser Zeit über 1000 Zwangsarbeiter aus über 10 Nationen unter menschenunwürdigen Lebens- und Arbeitsbedingungen eingesetzt. Unter dem Titel "9809 Gefangener des Schweigens" veröffentlichte der Verein zur Erforschung und Erhaltung der Eschenloher Heimatgeschichte (www.burgadler.de) 2021 die Tagebuchaufzeichnungen des italienischen Zwangsarbeiters Nello Cortellessa in deutscher Sprache. Cortellessa war von Oktober 1944 bis Kriegsende hier in der Flugzeugproduktion eingesetzt und im Zwangsarbeiterlager an der heutigen Höllensteinstraße untergebracht.

### Einwohnerentwicklung
| Jahr | Einwohner |
| ---- | --------- |
| 1961 | 1309      |
| 1970 | 1351      |
| 1987 | 1391      |
| 1988 | 1425      |
| 1991 | 1489      |
| 1995 | 1619      |
| 2000 | 1611      |
| 2005 | 1633      |
| 2010 | 1545      |
| 2015 | 1569      |
| 2018 | 1593      |

## Religion
Die Bevölkerung ist mit 67,7 % römisch-katholisch, 12,6 % sind evangelisch-lutherisch (Stand 2011).
Ein besonderes Schmuckstück ist die in den Jahren 1764 bis 1782 im Spätbarockstil mit Anzeichen des frühen Rokoko, nach Plänen von Johann Michael Fischer erbaute St.-Clemens-Kirche. Eschenlohe gehört zum Bistum Augsburg.

## Politik
Die Gemeinde ist Mitglied der Verwaltungsgemeinschaft Ohlstadt.

### Gemeinderat
Die Gemeinderatswahlen seit 2014 ergaben folgende Stimmenanteile und Sitzverteilungen:
| Partei/Liste                                | 2020  | 2020  | 2014  | 2014  |
| Partei/Liste                                | %     | Sitze | %     | Sitze |
| ------------------------------------------- | ----- | ----- | ----- | ----- |
| CSU Christlich-Soziale Union in Bayern      | 50,81 | 6     | 44,67 | 5     |
| FW(BY) Freie Wähler Eschenlohe (FWE)        | 23,46 | 3     | 24,73 | 3     |
| BP Bayernpartei                             | 25,73 | 3     | 17,71 | 2     |
| SPD Sozialdemokratische Partei Deutschlands | –     | –     | 12,89 | 2     |

Der Gemeinderat besteht aus zwölf Mitgliedern, hinzu kommt der Erste Bürgermeister.
Erster Bürgermeister ist Anton Kölbl (CSU).

### Gemeindefinanzen
Die Gemeindesteuereinnahmen betrugen im Jahr 2011 1.356.000 Euro, davon betrugen die Gewerbesteuereinnahmen (netto) 472.000 Euro.

### Wappen
| Wappen von Eschenlohe | Blasonierung: „Gespalten von Silber und Rot; vorne am Spalt ein halber schwarzer Adler, hinten ein silberner Balken.“ |
| Wappen von Eschenlohe | Wappenbegründung: Das Gemeindewappen entspricht dem Wappen der Grafen von Eschenlohe, das in Siegelabgüssen von 1260 und 1261 überliefert ist. Das anlässlich der Wappenverleihung erstellte Gutachten mit der amtlichen Begründung ist nicht erhalten. Das Wappen von Eschenlohe ist heraldisch identisch mit dem Wappen des Marktes Garmisch-Partenkirchen. Die beiden Wappen unterscheiden sich lediglich in der Tingierung der Adlerbewehrung (Eschenlohe: schwarz; Garmisch-Partenkirchen: rot). Dieses Unterscheidungskriterium kommt in Schwarz-Weiß-Darstellungen und in den Dienstsiegeln jedoch nicht zur Geltung. Tatsächlich führt die Gemeinde wie Garmisch-Partenkirchen den Adler mit roter Bewehrung im Wappen. Dieses Wappen wird seit 1925 geführt. |

Wie die Gemeinden Garmisch-Partenkirchen, Telfs und Ulten führt Eschenlohe sein Wappen auf die Grafen von Eschenlohe zurück.

Wappen von Garmisch-Partenkirchen
Wappen von Telfs
Wappen von Ulten

## Baudenkmäler
- Pfarrkirche St. Clemens von Franz Anton Kirchgrabner nach Plänen von Johann Michael Fischer, 1764–82; mit Ausstattung

## Wirtschaft und Infrastruktur

### Wirtschaft einschließlich Land- und Forstwirtschaft
In den Jahren 1927–2000 war in Eschenlohe das Hartsteinwerk Werdenfels in Betrieb, das u. a. Schotter für den Eisenbahnbau produzierte.
Insgesamt gab es 2011 463 sozialversicherungspflichtig Beschäftigte am Arbeitsort.
Darauf entfielen auf den Bereich der Land- und Forstwirtschaft keine, auf das Produzierenden Gewerbe 252, auf den Bereich Handel und Verkehr 154 und auf den Bereich öffentlicher und privater Dienstleister 48. Sozialversicherungspflichtig Beschäftigte am Wohnort gab es insgesamt 557. Im verarbeitenden Gewerbe gab es drei, im Bauhauptgewerbe ebenfalls drei Betriebe.
Zudem bestanden im Jahr 2010 27 landwirtschaftliche Betriebe mit einer landwirtschaftlich genutzten Fläche von 948 ha Dauergrünfläche.

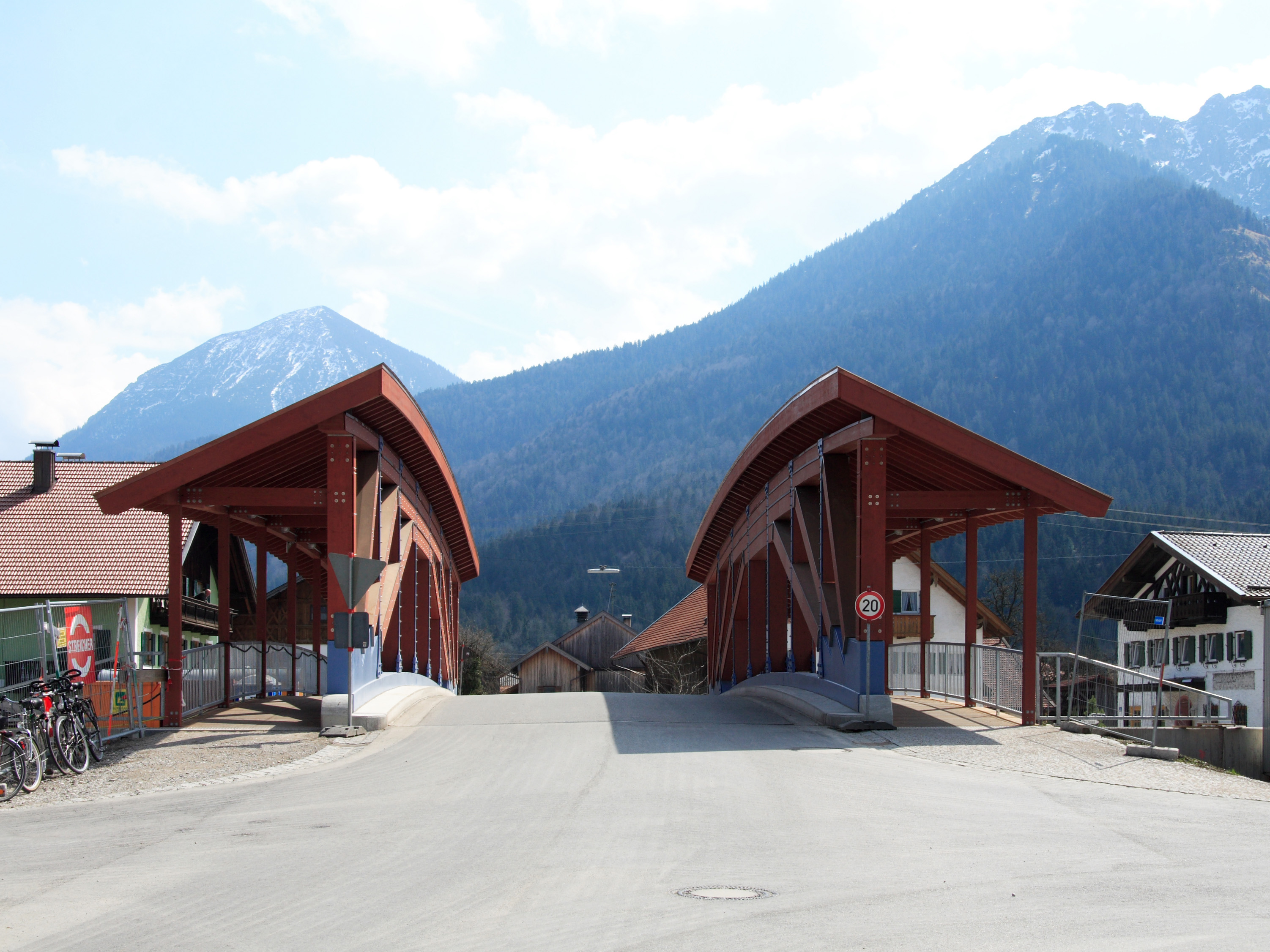
Neue Loisachbrücke von Nord-Westen

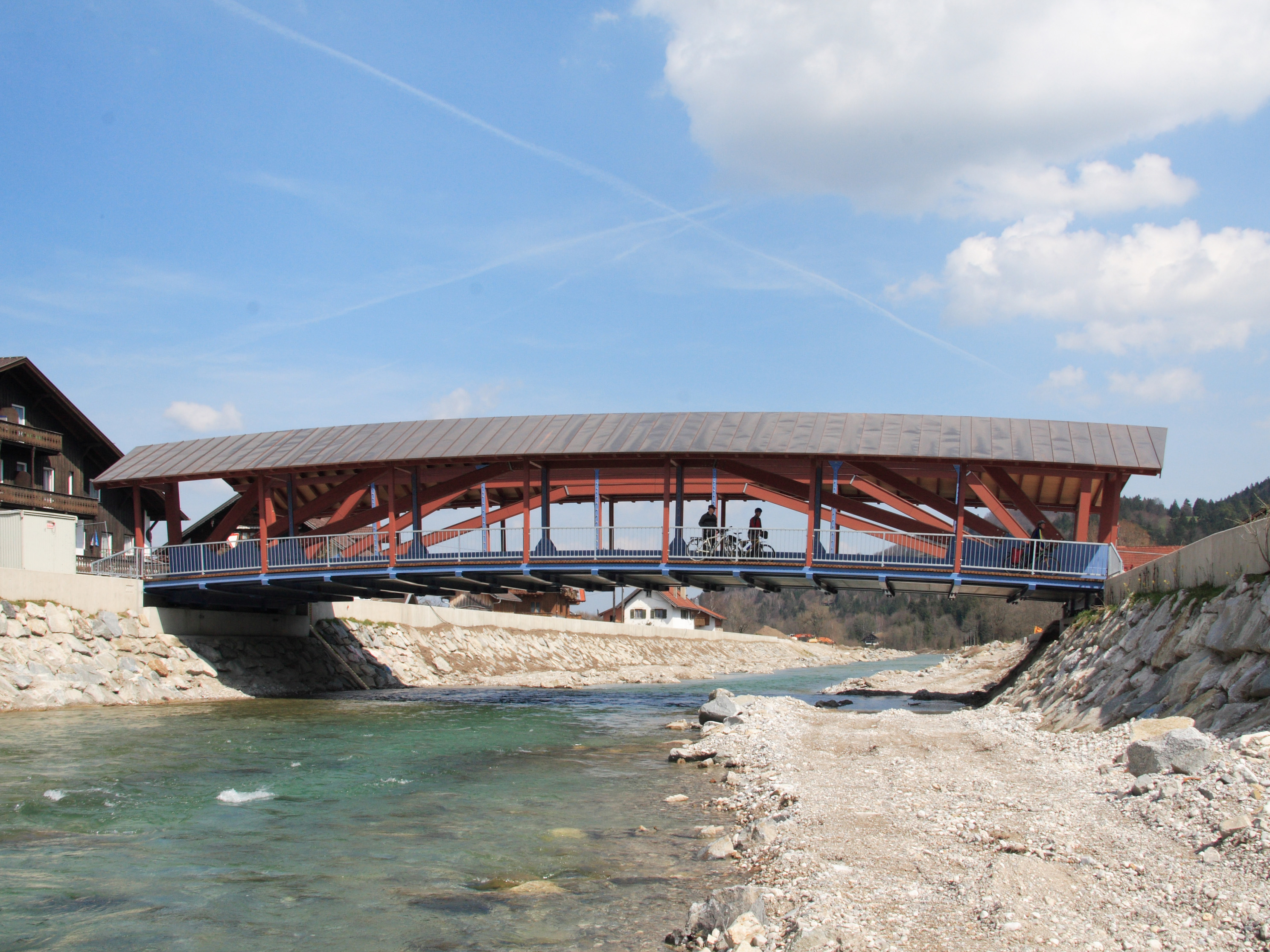
Neue Loisachbrücke von Süden

### Verkehr
Der Ort ist verkehrstechnisch sehr gut erschlossen. Durch die Gemeinde führt die Bundesstraße 2, die zu den Olympischen Winterspielen 1936 in Garmisch-Partenkirchen als „Olympiastraße“ ausgebaut wurde. Sie führt von München über Murnau nach Garmisch-Partenkirchen und über den Grenzort Mittenwald ins österreichische Innsbruck.
Einen Kilometer nordwestlich des Ortskerns liegt die Autobahn-Ausfahrt 11 der aus München kommenden A 95 (Europastraße 533) Richtung Garmisch. Diese Schnellstraße findet 1,5 km südlich der Ausfahrt ihr provisorisches Ende und mündet dort in die Bundesstraße 2 ein. Das Autobahnende sorgt an verkehrsreichen Tagen für Stauungen.
Ein Bahnhof an der Bahnstrecke München–Garmisch-Partenkirchen bindet Eschenlohe an das Netz der Deutschen Bahn AG an.
Eschenlohe liegt am Bodensee-Königssee-Radweg, welcher in Lindau beginnt und zum Königssee bei Berchtesgaden führt. Er verläuft von Grafenaschau kommend über Eschenlohe nach Ohlstadt.
Eschenlohe verfügte über einen kleinen Flugplatz, der 2011 nach Ohlstadt verlegt wurde. Das Gelände am Murnauer Moos soll in seinen ursprünglichen Zustand versetzt werden, was durch die Anlage von Magerrasenflächen erfolgen soll. Im Jahr 2013 kommt es zu einem Gerichtsverfahren, das klären soll, wer die Kosten hierfür zu tragen hat.

### Bildung
In Eschenlohe gibt es einen zweigruppigen Kindergarten mit 50 Plätzen und momentan 41 Kindern, dessen Träger die Kath. Kirchenstiftung St. Clemens ist. Weiterhin gibt es am Ort eine Grundschule für die Jahrgangsstufen 1 bis 4 mit aktuell 60 Schülern.

### Hochwasserschutz
Nach dem Hochwasser von 2005 wurden umfangreiche Baumaßnahmen zum Schutz gegen Hochwasser durchgeführt. Die Uferdämme wurden erhöht und mit einer Mauer versehen. 2006 wurde eine neue Brücke errichtet, die die Loisach ohne Mittelpfeiler überspannt.